# Tempio Maggiore di Roma
Il Tempio Maggiore è la principale sinagoga di Roma e segue il rito italiano; fu costruito tra il 1901 e il 1904 su uno dei quattro lotti di terreno ricavati demolendo le più fatiscenti aree del Ghetto.
Per gli ebrei romani il Tempio Maggiore rappresenta, oltre che un luogo di preghiera, un fondamentale punto di riferimento culturale ed ospita il museo ebraico di Roma. Fanno capo alla sinagoga tutti gli organismi religiosi ed amministrativi che regolano la vita della comunità ebraica di Roma.

## Storia

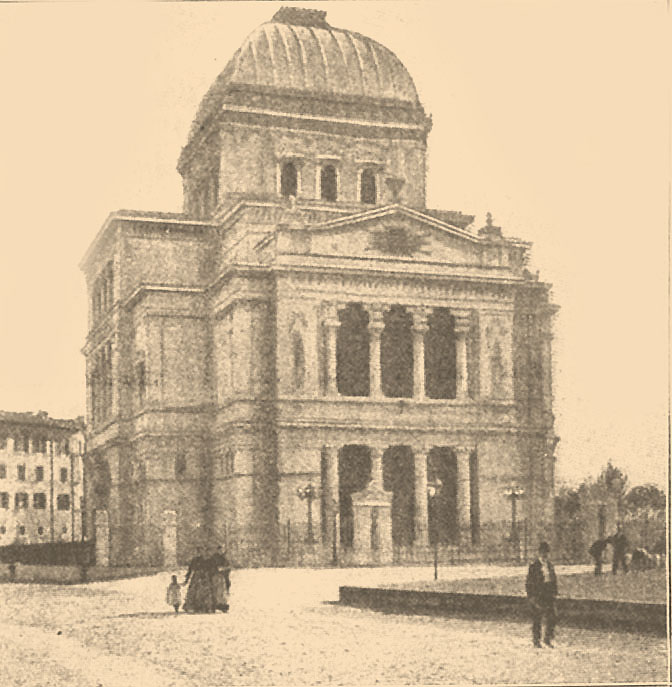
Il Tempio Maggiore in un disegno anteriore al 1906

Con l'istituzione del ghetto ebraico di Roma nel 1555 da parte di papa Paolo IV, al suo interno furono raccolte in un unico edificio le uniche cinque sinagoghe della città, le cosiddette "Cinque Scole" (la Castigliana, la Catalana, la Siciliana, la Nova e l'Italiana), ciascuna afferente ad un diverso rito. In seguito all'annessione di Roma allo stato italiano (1870), con la quale gli ebrei divennero titolari dei diritti di cittadinanza, venne abolito il ghetto; nel 1888 l'Università ebraica di Roma stipulò un contratto con il Comune per il quale avrebbe ottenuto un terreno con strade di accesso adeguate per l'edificazione di una sinagoga di dimensioni monumentali per consentire la demolizione dell'edificio delle Cinque Scole; tale accordo venne però rescisso nel 1896.
Nel 1889 fu indetto il primo concorso per il progetto della nuova sinagoga che avrebbe dovuto «innalzarsi fieramente fra le costruzioni della nuova città» ed avere «carattere monumentale e severo» acquisendo non solo la funzione di luogo di culto, ma anche di simbolo dell'emancipazione della comunità ebraica di Roma; ad esso parteciparono ventisei gruppi di architetti e ingegneri e vennero premiati a pari merito i disegni di Attilio Muggia e degli allievi di Guglielmo Calderini, Vincenzo Costa e Osvaldo Armanni. In seguito all'acquisto del terreno da parte dell'Università ebraica, avvenuto nel 1897 e consistente in uno dei quattro lotti ricavati dalle demolizioni dell'antico ghetto, venne indetto un secondo concorso nel quale i due vincitori del primo furono invitati a rielaborare i progetti già presentati; con la rinuncia da parte di Muggia, l'incarico venne affidato ad Armanni e Costa.
I lavori di costruzione iniziarono nel 1901 con la posa della prima pietra il 20 luglio, e si protrassero per tre anni; il 2 luglio 1904 re Vittorio Emanuele III visitò ufficialmente l'edificio ormai completato, e il 27 dello stesso mese ebbe luogo la consacrazione della sinagoga da parte del rabbino maggiore di Roma Vittorio Castiglioni, che si era insediato il 17 dicembre dell'anno precedente.
Il Tempio Maggiore rimase attivo anche dopo la promulgazione delle leggi razziali del 1938; tra il 26 e il 28 settembre 1943 fu il luogo della raccolta dell'oro per il ricatto di Herbert Kappler, che tuttavia non servì a scongiurare il rastrellamento del ghetto. Dall'ottobre successivo fino al 5 luglio 1945 il Tempio venne posto sotto sequestro e chiuso al culto e a qualsiasi altra attività.
Il 9 ottobre 1982 il Tempio Maggiore fu oggetto di un attentato da parte di un commando palestinese, che causò la morte di Stefano Gaj Tachè, di soli due anni, oltre al ferimento di 37 persone.
Il Tempio Maggiore è stato lo scenario della prima visita di un papa a un luogo di culto ebraico, compiuta da Giovanni Paolo II: il pontefice vi fu accolto dal Rabbino Capo Elio Toaff il 13 aprile 1986. Il papa affermò che gli ebrei sono «i fratelli prediletti e, in un certo modo, si potrebbe dire i nostri fratelli maggiori». Il 17 gennaio 2010 papa Benedetto XVI compì un'ulteriore visita al Tempio e anche al museo. Il 17 gennaio 2016 papa Francesco visitò nuovamente la sinagoga e, citando il discorso di Giovanni Paolo II, affermò: «Siete i nostri fratelli e le nostre sorelle maggiori nella fede».
Il 20 maggio 2004, per celebrare il centenario dell'inaugurazione del Tempio Maggiore, le Poste Italiane hanno emesso un francobollo da 0,60 € che ne raffigura la facciata.

## Descrizione

### Architettura

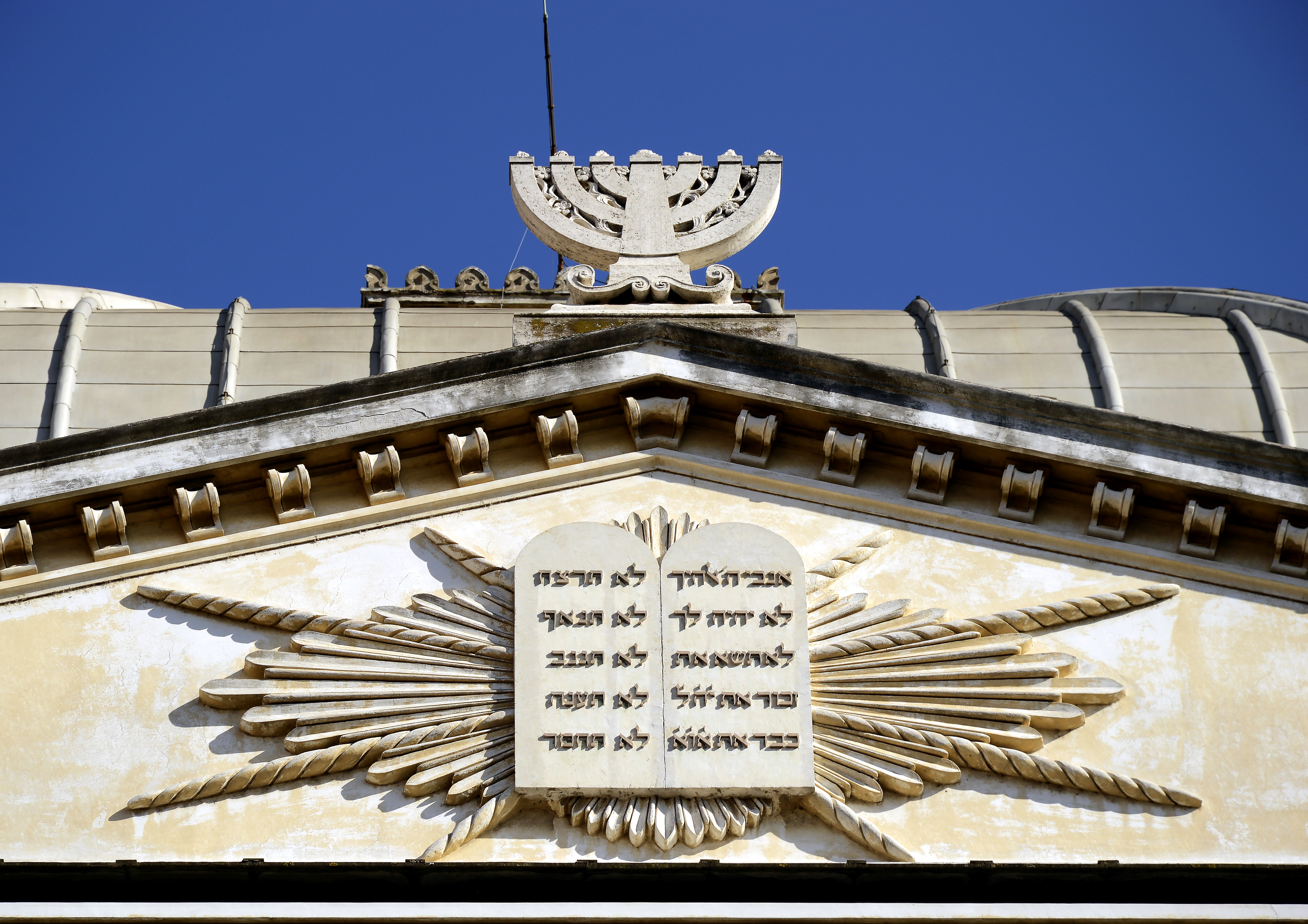
Particolare della facciata principale

Il Tempio Maggiore si presenta come un edificio di grandi dimensioni, visibile anche da lontano, con un aspetto massiccio. Elemento caratteristico dell'esterno è la cupola a padiglione a base quadrata, realizzata in luogo di quella a gradoni del primo progetto di Costa e Armanni.
Lo stile architettonico del Tempio Maggiore è eclettico e vuol essere un richiamo a quello dell'antico Regno d'Israele, visto con una fusione di elementi assiri, egizi e soprattutto greci, riproposti non nella loro purezza primitiva, bensì adattati al contesto architettonico di Roma e ai gusti dell'epoca, cosicché «il nuovo tempio assumesse forme severe, semplici, non prive tuttavia di una moderata ricchezza e armonizzanti perfettamente, a nostro avviso, con quelle degli altri monumenti della città». In particolare, composizione delle masse, ripartizione degli spazi e collocazione degli elementi principali vennero concepite secondo dettami rinascimentali. «Non importava tanto riprodurre un modello originale di tempio ebraico, antico o recente, quanto di generare l'impressione di un edificio di culto orientale», con la destinazione d'uso costantemente richiamata dall'ampio impiego di simboli della fede ebraica. L'unione delle due fonti principali - quella greca senza la mediazione delle rielaborazioni successive, e quella assira - rende il Tempio Maggiore un unicum nel panorama architettonico della capitale, di difficile integrazione nonostante le intenzioni dei progettisti.

### Sala del Tempio

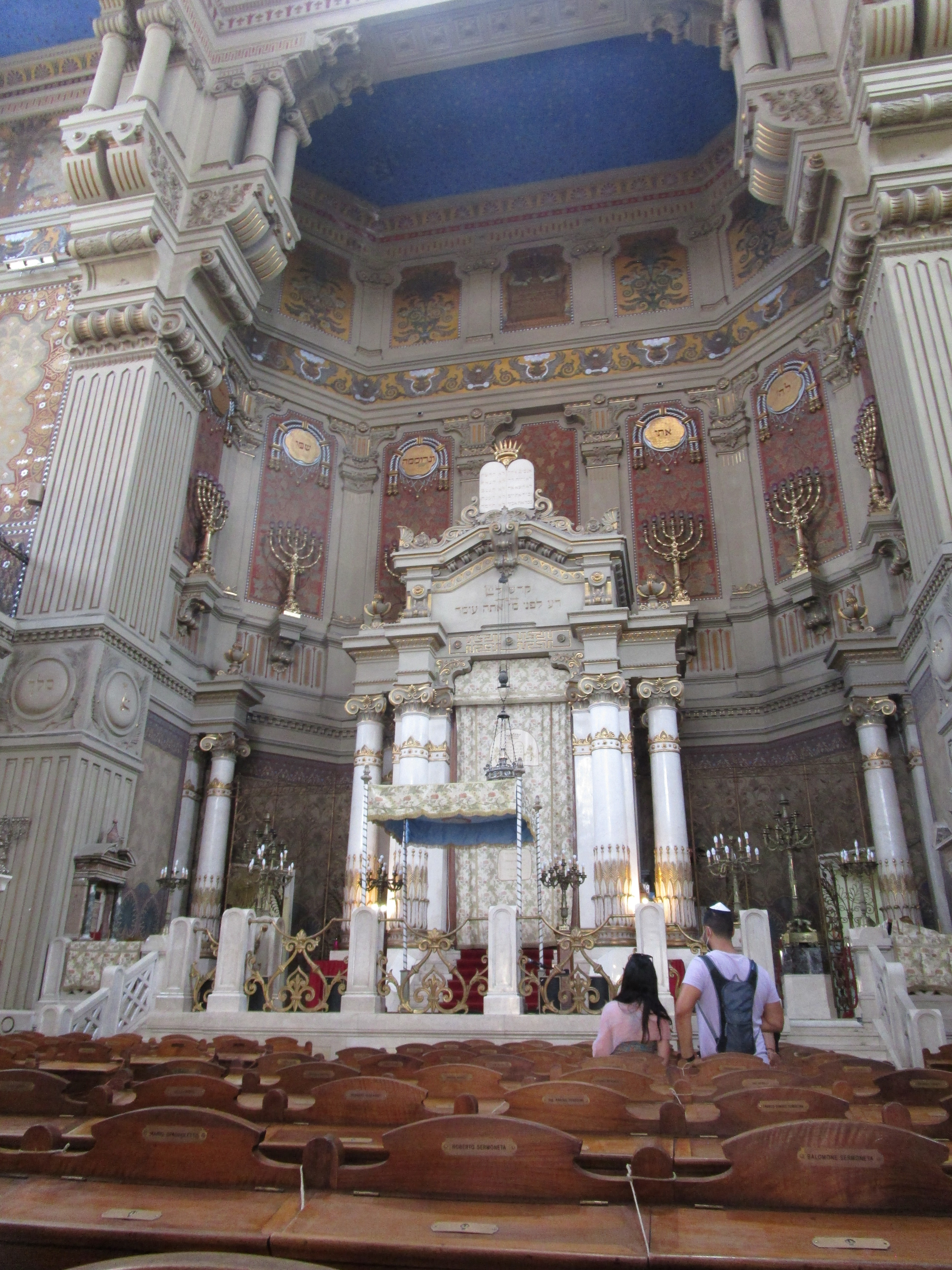
Interno della Sala del Tempio

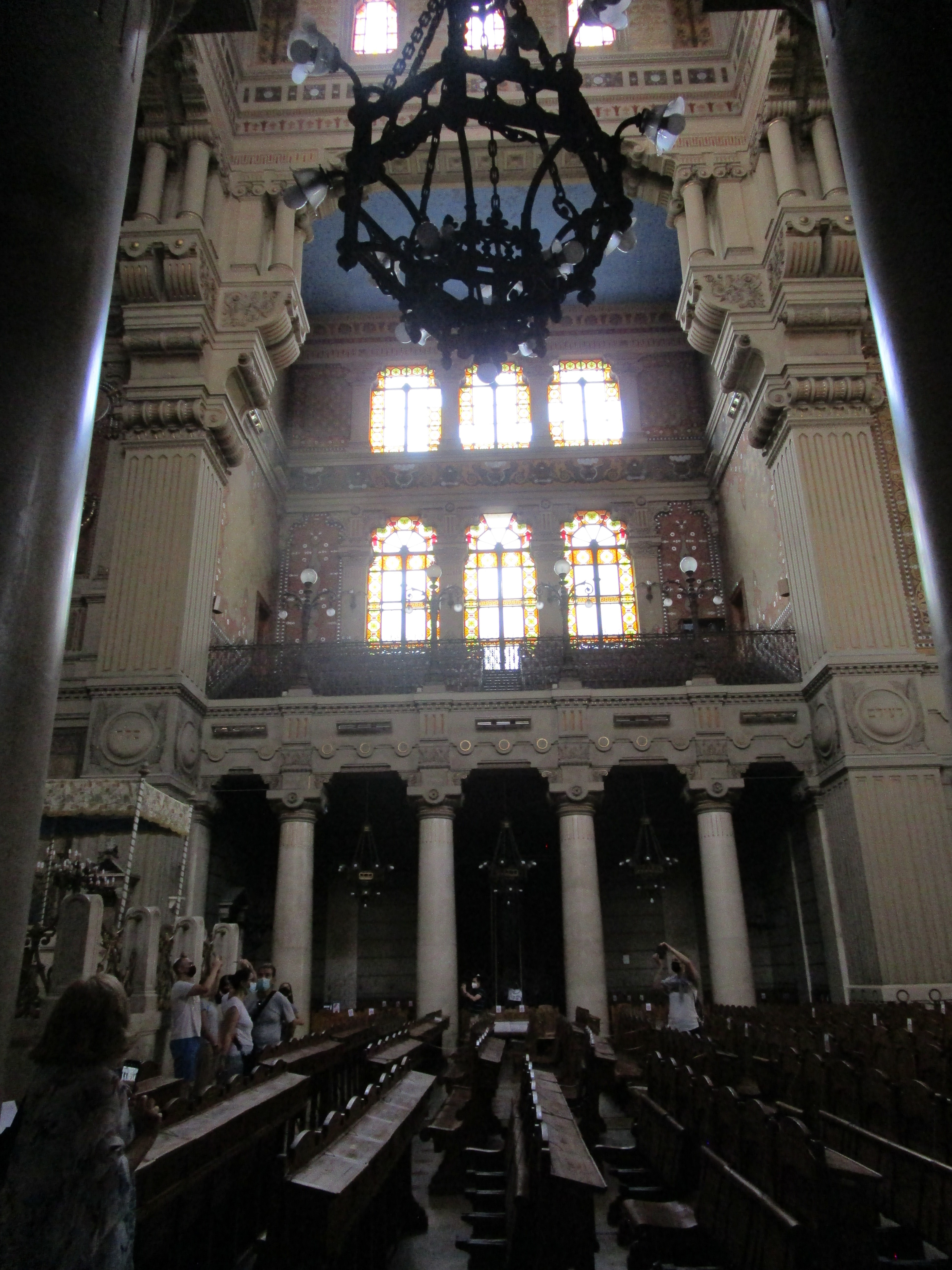
Matroneo e colonne destre della Sala del Tempio

La sala del Tempio è posta ad un livello leggermente superiore rispetto al piano stradale ed è ad esso esternamente raccordata mediante un'ampia gradinata antistante la facciata ed altre più piccole scalinate in corrispondenza degli ingressi laterali, lungo le fiancate. Ha forma di croce greca, con un ambiente centrale a pianta quadrata su tre lati, affiancato da matronei sorretti da massicce colonne i cui ambulacri sottostanti, lungo le pareti laterali, quasi formano delle navatelle che vengono talvolta utilizzate per celebrazioni minori; il braccio opposto all'ingresso principale ha la forma di abside poligonale. Le vetrate policrome sono opera di Cesare Picchiarini, autore anche dei cartoni di Cambellotti a Villa Torlonia; i dipinti delle pareti e dei soffitti, raffiguranti elementi decorativi di gusto eclettico, sono invece di Domenico Bruschi ed Annibale Brugnoli.
La disposizione interna non segue quella tradizionale con bifocalità tra Bimà (al centro dell'aula) e Aron haQodesh, ma colloca questi due elementi accostati su un'unica Tevà, nell'area absidale, secondo l'uso tipico delle sinagoghe edificate tra il XIX e il XX secolo. L'Aron, in posizione isolata rispetto alla parete dell'abside, ha il prospetto inquadrato fra colonne composite ornate con dorature, e davanti ad esso pende il Ner tamid in argento cesellato da Pio Cellini (1904); ai suoi lati, due grandi candelabri bronzei a olio provenienti dall'antica Scola Catalana, demolita nel 1908, che vengono accesi solo nel giorno dello Yom Kippur. Lungo le pareti laterali dell'abside, contrapposti, vi sono due seggi marmorei barocchi in marmi policromi, anch'essi provenienti dall'antico edificio delle Cinque Scole, rispettivamente dalla Scola Siciliana (a sinistra, risalente al 1586 e riservato al rabbino capo) e da quella Castigliana (a destra, del 1660); vennero montati nel Tempio maggiore nel 1937-1938 insieme alle relative due arche poste al di sotto dei matronei laterali (quella di destra è del 1586 ed apparteneva alla Scola Siciliana, mentre quella di sinistra è il frutto della ricomposizione di diversi elementi architettonici delle Cinque Scole).

#### Organo a canne
Dietro l'Aron haQodesh, su un soppalco non visibile dall'aula, si trova l'organo a canne Rieger opus 1073, costruito nel 1904 e restaurato da Alessandro Giacobazzi nel 2011.
Lo strumento, con intonazione sinfonico-romantica, è integro nelle sue caratteristiche originarie ed è interamente racchiuso entro una cassa lignea sobriamente decorata, priva di canne di facciata. La consolle, fissa indipendente, è situata al di sotto del corpo fonico, a pavimento, e dispone di due tastiere e pedaliera, con i registri e gli accoppiamenti azionati da placchette disposte in fila unica al di sopra del secondo manuale. Il sistema di trasmissione è pneumatico-tubolare e i registri sono in totale 17.

### Museo ebraico e Tempio Spagnolo
Negli ambienti sottostanti il Tempio Maggiore e gli annessi locali di servizio è stato allestito nel 2005 il Museo ebraico, che ripercorre la storia della comunità ebraica di Roma attraverso sette sale; fra le opere esposte vi è l'Aron marmoreo della Scola Catalana del 1523, il più antico della città di Roma, in stile rinascimentale. Nei sotterranei si trova anche, dal 1932, la sinagoga per gli ebrei di rito spagnolo, già dotati di un edificio indipendente in lungotevere Sanzio edificato nel 1908-1910, che dal 1948 accoglie alcuni arredi provenienti dalle Cinque Scole: l'Aron della Scola Nova, un seggio (1623) e la Bimà (1851) della Scola Castigliana.